# Gold Maple Leaf
| Gold Maple Leaf (Canada) | Gold Maple Leaf (Canada) |
| ------------------------ | ------------------------ |
| Værdi:                   | 50 Canadiske Dollars     |
| Vægt:                    | 31.1035 g                |
| Diameter:                | 30.00 mm                 |
| Materiale:               | 99.99% Au                |
| Præget år:               | 1988–nu                  |
| Forside                  |                          |
| Design:                  | Dronning Elizabeth II    |
| Designer:                | Susanna Blunt            |
| Bagside                  |                          |
| Design:                  | Blad fra et ahorn-træ    |

Den canadiske mønt Gold Maple Leaf er Canadas officielle guldmønt, produceret af Royal Canadian Mint. Det er en af de reneste guldmønter, der produceres, med en finhed på 99,99 % (24 karat), og med specialudgaver på hele 99,999 %. Dette betyder, at den praktisk talt ikke indeholder nogle tilsætningsmetaller, men udelukkende rent guld fra Canada. Mønten blev lanceret i 1979, hvor verdens marked for guldmønter var domineret af Krugerranden, der stod for knap 90 % af markedet. Dog var Krugerranden påvirket af et boykot fra nogle vestlige lande grundet deres apartheid-politik.
Mønten laves i 1⁄25 oz., 1⁄20 oz., 1⁄10 oz., 1⁄4 oz., 1⁄2 oz. og 1 oz. Alle mønterne er legale betalingsmidler i Canada og har en påtrykt værdi på henholdsvis $1, $5, $10, $20 og $50.
Alle de mindre mønter er kopier af "den store", som er på 1 troy ounce.

## Historie
Siden 1988 er tilsvarende mønter blevet produceret i platin, med samme udseende og vægt. I 1988 blev en 1 oz. Silver Maple Leaf også introduceret, med en pålydende værdi på $5. 
I 1994 blev en 1⁄15 oz. guld- og platin-mønt lanceret, men de var ikke ligefrem videre populære, og blev aldrig produceret siden. De havde en pålydende værdi på $2.
Den 3. maj 2007 afslørede Royal Canadian Mint en guldmønt på hele 100 kilogram og med en påtrykt værdi på $1.000.000, selvom at guldindholdets værdi på det tidspunkt var over 2 mio. $. Den havde en diameter på 50 cm, en tykkelse på 3 cm og en finhed på hele 99,999 %. Mønten blev egentligt lavet som et PR-stunt, og der blev i første omgang kun produceret en enkelt mønt, der skulle være en reklame for Royal Canadian Mint's nylancerede 1-oz. guldmønt med en tilsvarende finhed på 99,999 %. Men efter at flere interesserede købere havde meldt sig på banen, offentliggjorde RCM, at de ville producere og sælge  flere 100-kg mønter, og at prisen ville ligge på mellem 2,5 og 3 mio. canadiske dollars per mønt.

## Gold Maple Leaf
| År          | Typer                                        | Renhed  |
| ----------- | -------------------------------------------- | ------- |
| 1979 - 1982 | 1 oz                                         | 99,9 %  |
| 1982-1985   | 1 oz, 1⁄4, 1⁄10 oz.                          | 99,99 % |
| 1986-1989   | 1 oz, 1⁄2, 1⁄4, 1⁄10 oz.                     | 99,99 % |
| 1990-1992   | 1 oz, 1⁄2, 1⁄4, 1⁄10 oz.                     | 99,99 % |
| 1993        | 1 oz, 1⁄2, 1⁄4, 1⁄10 oz., 1⁄20 oz.           | 99,99 % |
| 1994        | 1 oz, 1⁄2, 1⁄4, 1⁄10 oz., 1⁄15 oz., 1⁄20 oz. | 99,99 % |
| 1995-2004   | 1 oz, 1⁄2, 1⁄4, 1⁄10 oz., 1⁄20 oz.           | 99,99 % |
| 2005-nu     | 1 oz, 1⁄2, 1⁄4, 1⁄10 oz., 1⁄20 oz.           | 99,99 % |

### Problemer med guldmønten
Flere forhandlere har klaget over kvaliteten af Canadian Gold Maple Leaf. Fordi finheden i mønten er så høj, er der problemer med, at det er for blødt til at kunne "holde formen" ordentligt, og der let kommer ridser eller lignende. Det er et standard problem med guldmønter af så høj finhed, og rammer blandt andet også den australske Gold Nugget, og den kinesiske Gold Panda.

## Platinum Maple Leaf
| År        | Typer                                        | Renhed  | Dronning Elizabeth II's alder på bagsidebilledet |
| --------- | -------------------------------------------- | ------- | ------------------------------------------------ |
| 1988-1989 | 1 oz, 1⁄2, 1⁄4, 1⁄10 oz.                     | 99,95 % | 39 år                                            |
| 1990-1992 | 1 oz, 1⁄2, 1⁄4, 1⁄10 oz.                     | 99,95 % | 64 år                                            |
| 1993      | 1 oz, 1⁄2, 1⁄4, 1⁄10 oz., 1⁄20 oz.           | 99,95 % | 64 år                                            |
| 1994      | 1 oz, 1⁄2, 1⁄4, 1⁄10 oz., 1⁄15 oz., 1⁄20 oz. | 99,95 % | 64 år                                            |
| 1995-1999 | 1 oz, 1⁄2, 1⁄4, 1⁄10 oz., 1⁄20 oz.           | 99,95 % | 64 år                                            |
| 2002      | 1 oz, 1⁄2, 1⁄4, 1⁄10 oz., 1⁄20 oz.           | 99,95 % | 64 år                                            |
| 2009-nu   | 1 oz                                         | 99,95 % | 79 år                                            |

## Silver Maple Leaf
Se mere uddybende artikel her: Silver Maple Leaf
Silver Maple Leaf er udkommet i følgende år: 1988-89; 1990-2004; og 2005-nu. Alle årene er den udelukkende kommet som en 1 oz. sølvmønt, der har samme design som Gold Maple Leaf. Alle mønterne har haft finheden 999,9‰ sølv. Forsiden forestiller den britiske dronning Elizabeth d. II, og hun har i de forskellige årgange været hhv. 39, 64 og 79 år gammel.